# Winnertzia equestris
Winnertzia equestris är en tvåvingeart som beskrevs av Boris Mamaev 1963. Winnertzia equestris ingår i släktet Winnertzia och familjen gallmyggor. Inga underarter finns listade i Catalogue of Life.